# FAdeA I.A. 73
O I.A.73 é um avião de treinamento argentino construído pela FAdeA (Fabrica Argentina de Aviones). O primeiro protótipo está previsto para final de 2013.

## Origem
Desde sua reestatização, a Fábrica Argentina de Aviones (FAdeA) começou a trabalhar na substituição do atual avião de treinamento básico militar, o B-45 Mentor.
Depois de analisar várias opções, como fabricar sob licença o Aermacchi SF-260 e o T-35 Pillán, finalmente chegou-se a conclusão de desenvolver o I.A.73, primeiro desenvolvimento próprio da FAdeA após a estatização e o primeiro projeto de autoria da Fábrica depois do IA 63 Pampa, que data de 1982. Foi firmado então com o Ministério da Defesa o início das ações, assim como o estudo do esquema de financiamento.
Terá um investimento de cerca de 12 milhões de dólares e cuja entrada de operação se estima que será em 2013.
Este novo produto estará destinado ao treinamento militar, pelo qual poderá ser vendido às forças aéreas de qualquer país do mundo. Também está prevista uma versão comercial para acrobacias aéreas.

## Alguns detalhes revelados pela FAdeA
Apesar de não ter sido divulgada muita informação pela empresa a respeito da aeronave, sabe-se que o avião foi apresentado a várias Forças Aéreas de países sul-americanos como Brasil, Uruguai entre outros.
Também se sabe que o motor seria da família Pratt & Whitney. A mesma empresa selecionada para remotorizar o IA 58 Pucará, fazendo com que a Força Aérea Argentina padronize os motores, agilizando e reduzindo custos de logística. Também havia conversas com a empresa chinesa CATIC para adaptar um opcional de motor chinês para países não alinhados com os Estados Unidos, como é o caso de Venezuela ou Bolívia.
Declarações do Presidente da FAdeA também deixaram claro que a cabine será digital, sob o conceito de "Glass Cockpit" com aviônica muito provavelmente de origem israelense.

## Características gerais
- Acrobático: Categoria A norma DA 23 / FAR 23.
- Configuração: 2 pessoas na configuração biplace.
- Aviônica: Integrada expansível tipo Glass Cockpit.
- Armamento: Virtual/real de acordo com a versão.
- Sistema de propulsão : Pratt & Whitney Canada PT6 (Possivelmente)
- Assento ejetável de acordo com a versão.

## Aeronaves similares
- Chile T-35 Pillán
- Brasil Embraer EMB 312 Tucano
- Polónia PZL-130 Orlik
- Estados Unidos T-6 Texan II